# آن أتواتر
آن أتواتر (بالإنجليزية: Ann Atwater)‏ هي مدافعة عن الحقوق المدنية أمريكية، ولدت في 1 يوليو 1935 في Hallsboro, North Carolina ‏ في الولايات المتحدة، وتوفيت في 20 يونيو 2016 في درم في الولايات المتحدة.